# علاء الدين أيدكين البندقداري
الأمير الكبير علاء الدين أيدكين البندقداري المعروف بـ البندقدار (614هـ - 1215م / 684هـ - 1285م) أستاذ الملك الظاهر بيبرس وإليه ينسب. كان من كبار الأمراء الصالحية وكان عاقلًا ساكنًا ،و يقول عنه ابن كثير في كتابه البداية والنهاية «وهو الأمير الكبير علاء الدين أيدكين البندقداري الصالحي، كان من خيار الامراء سامحه الله».

## نشأته
كان المماليك الذين يجلبون إلي القاهرة عادة صغار في السن ويتم تربيتهم فيها ،وكان علاء الدين مملوكًا للأمير جمال الدين موسى بن يغمور (كوم يعقوب جمادى الآخرة 599 هـ / مركز فاقوس شعبان 663 هـ)  ثم انتقل إلى الملك الصالح أيوب (ولد بالقاهرة 1205م / 603 هـ - توفى بـالمنصورة 22 نوفمبر 1249م / 647 هـ) فجعله بندقدار البندقداريه فالواضح أنه عرف بهذا اللقب كونه مسئولاً عن فرق رماة البندق في جيش الدولة المملوكية أو ربما كونه مسئولاً عن صناعة سلاح البندق وتوفيره للعسكر.
أكثر ما عرف به الأمير علاء الدين ايدكين وأشتهر به عند المؤرخين هو كونه أستاذ الملك الظاهر بيبرس ومربيه لذلك فإن الظاهر يعرف ببيبرس البندقداري نسبة إلي أستاذه ،وكان علاء الدين من كبار أمراء المصريون ومماليك الصالح أيوب وقد سخط عليه الملك الصالح أيوب لحادثه وقعت فقام بنزع منه مماليكه ومنهم بيبرس لذلك فإن بيبرس يعرف ايضاً بالصالحي، لكن مع ذلك فإنه كان من خيرة المماليك الصالحية ومن أقربهم إلي أستاذه الملك الصالح يقول شيخ المؤرخين المقريزي في كتابه الخطط «ولما تسلطن الملك المعز أيبك أقام الأمير علاء الدين أيدكين البندقداري في نيابة السلطنة بديار مصر، فواظب الجلوس في المدارس الصالحية بين القصرين ومعه نوّاب دار العدل ليرتب الأمور وينظر في المظالم، فنادى بإراقة الخمور وأبطال ما عليها من المقرّر»

## سيرته وانجازاته
وقد روي المؤرخون أن أيدكين كان له دور في تحريض شجر الدر علي قتل الملك المعز أيبك وقد كان، وعندما تقلبت الأحوال ودارت الحروب حتي تولي الظاهر بيبرس سلطنة مصر سنة 658هـ  وصار أيدكين من جملة أمرائه بعد أن كان بيبرس مملوكاً له، وفي ظل سلطنة بيبرس استمر حال ايدكين كونه من كبار أمراء الدولة حيث أنه كان نائباً بحلب  وعندما قامت ثورات ضد حكم الظاهر بيبرس، قام أيدكين بدور كبير في إخماد هذه الثورات، خاصة في دمشق وحلب، وقد حارب الصليبيين في صور، وأسر عدداً كبيراً منهم.
علا نجم “ علاء الدين “ وارتفع شأنه عندما قام الظاهر بمحاربة الأمير علم الدين سنجر حاكم دمشق وكان من بيهم الأمير علاء الدين فحاربوه وهزموه حتي اضطر إلي مغادرة دمشق والذهاب إلي بعلبك.. ثم دخل الأمير علاء الدين دمشق واستولي عليها وحكم فيها نيابة عن الملك الظاهر بيبرس، وجهز علاء الدين حملة عسكرية إلي بعلبك لحصار الحلبي حاكم المدينة وانتهي الأمر باستسلام الحلبي وذهابه إلي السلطان الظاهر بمصر، وكان من نتيجة دلك كما يقول العطوي أن قام الظاهر بمكافأة علاء الدين علي إخلاصه فمنحه ولاية السلطنة بحلب، وعندما كثرت فتوحات وانتصارات الظاهر رأي ألا ينفرد بكل ذه المكاسب والانتصارات لنفسه دون أعوانه، فأصدر أمره بأن يملك الامراء وخواصه بعض المناطق والضياع وكان بينهم الأمير علاء الدين البندقداري الذي ملك منطقة “ باقة الشرقية الأمير علاء الدين كان له نصيب يذكر في جهاد الصليبيين، فقد حدث أن أغار الفرنج سنة 664هـ علي حمص، ونزلوا علي حصو الأكراد واستولوا علي مناطق عرقة وحلباء والقليعات قرب طرابلس الشام فقام الأمير علاء الدين بتجهيز جنوده واتجه إلي مدينة صور وهاجموا الفرنج فقتلوا وأسروا منهم الكثير.. وعندما أغار التتار علي “ الساجور “ وهو نهر قرب حلب توجه إليهم علاء الدين بجنوده وانتصر عليهم انتصاراً كبيراً في منطقة “ برج برغوث “ وهي منطقة تقع علي الطريق بين دمشق وجسر يعقوب.
وكان أيدكين أيضاً ممن قام بخلع السلطان الملك السعيد ابن الظاهر بيبرس حين إختلفت عليه كلمة الأمراء ،و استمر علاء الدين في كونه من أكابر الأمراء وعاش حتي دولة الملك المنصور قلاوون، وكان من أكابر الأمراء وأعيانهم إلي أن مات.

## وفاته
توفي الأمير أيدكين في القاهرة في شهر ربيع الأول من سنة 684هـ - 1285م. أي في عصر السلطان المنصور قلاوون وكان له من العمر حوالي سبعون سنه، ودفن بمدفنه الموجودة في خانقاته المسماة باسم “ الخنقاه البندقدارية “ والتي أنشأها وجعلها مسجداً لله تعالي وما زالت هذه الخانقاه موجودة وتعرف باسم “ زاوية الأبار “ ويوجد علي يسار المدخل من باب الزاوية، قبة تشرف علي الشارع ويوجد تحتها قبر علاء الدين ويعلوها تابوت خشبي حفر عليه تاريخ الوفاة.. كما تحتوي الخانقاه علي قبة أخري يرجح أن علاء الدين أنشأها لزوجته. الخانقاه توجد في منطقة بركة الفيل بالقرب من ميدان السيدة زينب وهذه المنطقة لم تكن بركة عميقة فيها ماء راكد بالمعني المفهوم من لفظ بركة، وإنما كانت تطلق علي أرض زراعية يغمرها ماء النيل سنوياً وقت الفيضان، وكانت تروي من الخليج المصري الذي حل محله الآن شارع بورسعيد، وبعد نزول الماء نترع، كانت المزروعات الشتوية وأبرزها البرسيم، وقد تحولت أرض بركة الفيل تدريجياً من الزراعة إلي السكن منذ عام 620 هـ ولم يبق بها أرض بغير بناء إلا قطعة أقيم عليها فيما بعد سراي عباس حلمي الأول المعروفة باسم “ سراي الحلمية “ .. وفي عام 1894 قسمت أراضي حديقة السراي وفي سنة 1920 هدمت السراي وقسمت أراضيها وبيعت وتعرف الآن باسم “ الحلمية الجديدة “.
و قد حج قبل وفاته بحوالي أربع سنين ، أما عن الخانقاه فقد قال المقريزي عنها أن أيدكين قد أوقفها لله تعالي ورتب بها صوفيه وقراء، ولمن لا يعلم فإن الخانقاه هي مبنه ذو طبيعه دينيه صوفيه حيث ينقطع فيه الصوفية للتعبد لله سبحانه وتعالي مدي حياتهم ويتم الإنفاق عليهم من مال الوقف، يوجد بالخانقاه قبتين مدفون بأحدهما الأمير علاء الدين أيدكين والأخري يرجح أنها لزوجته، تقول الدكتوره دوريس بهرنز أن خانقاة البندقدار هي أقدم خانقاه باقيه ومعروفه بالقاهرة بعد الخانقاه الصلاحية سعيد السعداء التي أنشأها الملك الناصر صلاح الدين يوسف والتي لا يبقي من حالها حين تأسيسها شيء.